# Pigi (ort i Grekland)
Pigi är en ort i Grekland.   Den ligger i prefekturen Nomós Rethýmnis och regionen Kreta, i den sydöstra delen av landet, 300 km söder om huvudstaden Aten. Pigi ligger 67 meter över havet och antalet invånare är 652.
Terrängen runt Pigi är kuperad söderut, men norrut är den platt. Havet är nära Pigi åt nordväst. Runt Pigi är det ganska glesbefolkat, med 42 invånare per kvadratkilometer. Närmaste större samhälle är Rethymnon, 8,9 km väster om Pigi. Trakten runt Pigi består till största delen av jordbruksmark.